# 紅毛井 (嘉義市)
23°28′40.75″N 120°27′16″E / 23.4779861°N 120.45444°E
紅毛井位於臺灣嘉義市東區，於2008年12月23日公告為歷史建築，為嘉義市內留存最久的古蹟，乃荷蘭東印度公司在諸羅山社開鑿的水井，在清朝乾隆年間以「蘭井泉甘」之名列入「諸羅八景」之一，而在2001年的歷史建築百景徵選活動中，該井獲選為第63名。
原本紅毛井一帶因此井而設有「蘭井里」，在2010年2月1日時該里與文昌里、鎮南里、祐民里（部份）合併成民族里（因里內有民族國小）。此外嘉義市有一條蘭井街，亦是因此井得名，是位於安和街與中山路之間的東西向街道。

## 沿革
紅毛井又名蘭井，為荷治時期荷蘭聯合東印度公司於1655年首次於諸羅山社派駐專任政務員及牧師後，因派駐人員日漸增多，為因應需求及改善水質而於1657年開鑿的大井。井址選定於諸羅山社聚落中心：「中央廣場」，廣場附近即為政務員與牧師的房舍群。
而後在明鄭時期曾由鎮守當地的部將吳智武所整修。在乾隆二十七年（1762年）時，諸羅知縣衛克堉因該井井水味美，聞名全縣而以「蘭井泉甘」之名列入諸羅八景之一。而在日治時期初期，該井依然為當地居民所使用。但日本人類學家伊能嘉矩於1909年踏查時發現，當時官署已在水井貼上「不適於飲用」的告示。1928年12月11日，報紙報導紅毛井已被磚石填滿，「穢水差池，以僅見古跡，委之廢墜，殊可惜也」。
二次大戰後，嘉義市長許世賢於民國五十九年（1970年）重修此井，並在井上架設鐵欄、立「紅毛井整修紀念碑誌」紀念。而在民國八十六年（1997年）時，嘉義市政府又重修圓形井欄，並在周圍增加意象鋪面的設計。

## 交通
- 嘉義市公車66  城隍廟站

## 其他
金龍文教基金會董事長蔡榮順在研究紅毛井相關歷史後指出，荷蘭東印度公司在臺灣其他地方所開鑿的水井多為圓井，但嘉義紅毛井在日治時期到民國八十七年（1998年）整修成圓井前可確知為方井，至於荷蘭時期的紅毛井為圓井或方井則還要再加以調查。